# Enteropeptidasa
La enteropeptidasa (llamada también enteroquinasa) es una enzima producida por las células del duodeno que se encuentra involucrada en la digestión humana. Es secretada por los enterocitos que se encuentran en las criptas de Lieberkühn del intestino delgado, a continuación de que la comida ingerida sale del estómago. La enteropeptidasa convierte al tripsinógeno (una proenzima) en su forma activa la tripsina, desembocando en la subsecuente activación en cascada de las enzimas digestivas pancreáticas.
La enteropeptidasa es una serina proteasa (EC 3.4.21.9) formada por dos cadenas polipeptídicas unidas por puentes disulfuro. La cadena pesada N-terminal (82-140 KDa) facilita el anclaje de la enteropeptidasa al ribete en cepillo de la mucosa duodenal, mientras que la cadena liviana (35–62 KDa) es la que contiene la subunidad catalítica.  La enteropeptidasa forma parte del clan quimotripsina de las serina proteasas, y es estructuralmente similar a estas proteínas.

## Actividad
A pesar de su nombre alternativo quinasa, la enteropeptidasa es de hecho una serina proteasa que cataliza la hidrólisis de enlaces peptídicos en diversas proteínas. La enteropeptidasa exhibe un mecanismo similar al de la tripsina, cortando proteínas en un sitio específico a continuación de una lisina, (Asp-Asp-Asp-Asp-Lys). Como la región "pro" del tripsinógeno contiene esta secuencia, la enteropeptidasa cataliza su activación in-vivo:
tripsinógeno → tripsina + región-pro (Val-Asp-Asp-Asp-Asp-Lys)

## Genética
En humanos, la enteropeptidasa se encuentra codificada por el gen PRSS7 (también conocido como ENTK) presente en el cromosoma 21q21. Algunas mutaciones sin sentido y mutaciones en el marco de lectura en este gen conducen a un raro desorden recesivo caracterizado por un severo defecto en el crecimiento de aquellos infantes afectados, debido a la deficiencia de enteropeptidasa.

## Aplicaciones
La especificidad de la enteropeptidasa la convierte en una herramienta ideal para aplicaciones bioquímicas; una proteína de fusión que contiene una marca de afinidad C-terminal tal como una secuencia poli-histidina, unida por esta secuencia puede ser cortada por la enteropeptidasa para obtener la proteína diana por subsecuente purificación proteica. Por el contrario, la secuencia N-terminal de las proteasas que requieren ser clivadas previo a su activación, pueden ser mutadas para permitir su activación por la enteropeptidasa.